# Ileana Argentin
Ileana Argentin (Roma, 29 marzo 1963) è una politica e attivista italiana.

## Biografia
Affetta da amiotrofia spinale, si laurea in scienze politiche e in giurisprudenza alla Sapienza Università di Roma e lavora per un breve periodo all'ANSA.
Attiva nel mondo dell'associazionismo e del volontariato, diventa Presidente della UILDM (Unione italiana lotta alla distrofia muscolare) di Roma, carica che mantiene per sei anni. È stata presidente della associazione Dynamic Air, membro del Direttivo Nazionale della FISH (Federazione Italiana Superamento Handicap), membro della Consulta Cittadina Handicap e Presidente del COES Onlus.
Diviene consigliera comunale di Roma ed entra nello staff del Sindaco Francesco Rutelli.
È confermata al consiglio comunale, con il Partito Democratico della Sinistra e poi con i Democratici di Sinistra. Il Sindaco Walter Veltroni le conferisce la delega alle Politiche dell'Handicap e successivamente quella per la Salute mentale e la Legge 626.
Alle elezioni politiche del 2006 è candidata alla Camera con L'Ulivo senza essere eletta.
Alle primarie del PD del 2007 è stata eletta all'Assemblea Costituente nazionale del Partito Democratico, facendo parte del Comitato redigente il Manifesto dei valori.
Fonda e ricopre il ruolo di Presidente dell'Associazione Rete Sociale del Partito Democratico.
Alle elezioni politiche del 2008 è eletta alla Camera nella lista del Partito Democratico nella circoscrizione Lazio 1.
Alle primarie del PD del 2009 sostiene la candidatura a Segretario Nazionale del senatore Ignazio Marino, candidandosi per questa mozione alla guida del partito nel Lazio, non risultando eletta.
Nel 2011 diviene inoltre Presidente dell'associazione A.L.M (associazione laziale motulesi).
Nello stesso anno Pier Luigi Bersani le conferisce, in qualità di segretario nazionale del PD, il mandato di responsabile dei diritti dei disabili per tutto il territorio nazionale.
Alle elezioni politiche del 2013 è rieletta alla Camera e nel 2016 é prima firmataria della legge sul dopo di noi.
Ricandidata alle elezioni politiche del 2018 (sempre per la Camera), non viene rieletta.
Nel 2021 viene eletta consigliere municipale nelle liste del PD nel XIV municipio di Roma

## Opere
- Ileana Argentin, Che bel viso, peccato! La mia vita con l'handicap, Donzelli, 2007.
- Ileana Argentin, Tommaso Empler, Matteo Clemente, Eliminazione barriere architettoniche. Progettare per un’utenza ampliata, DEI, 2008.
- Ileana Argentin, Chissà cosa si prova a ballare. Gioie, passioni e battaglie di una vita con l'Handicap, Donzelli, 2011.
- Ileana Argentin e Paolo Marcacci, Scuola a rotelle, Donzelli, 2017.
- Ileana Argentin, Fiabe Diverse, Edicusano, 2020.
- Ileana Argentin, Donne. La trappola invisibile, Avio Edizioni Scientifiche, 2021